# Séisme de 1580 dans le pas de Calais

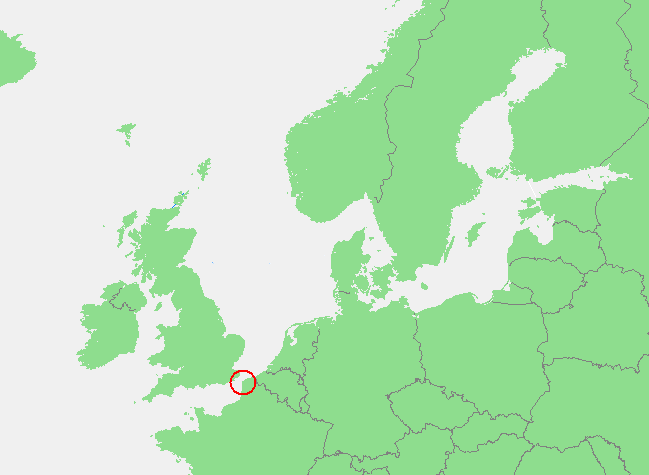
Localisation approximative de l’épicentre).

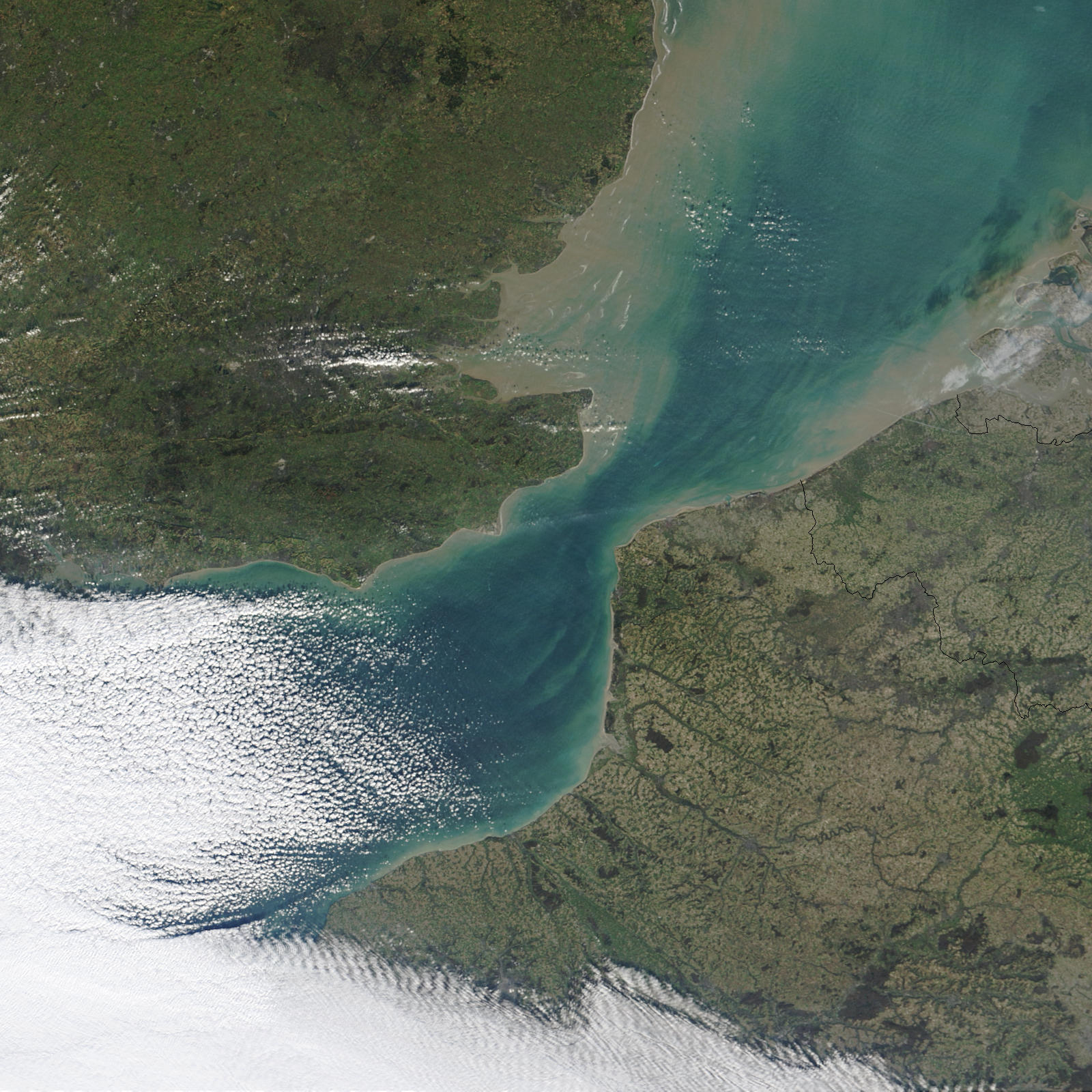
Vue satellitale du pas de Calais.

Le séisme de 1580 dans le pas de Calais (parfois nommé « tremblement de terre de Londres » par les Britanniques, bien que Londres n'est pas la ville qui a été la plus touchée), a eu lieu le 6 avril 1580 à 16 h et a été ressenti en France jusqu'en Normandie, en Belgique actuelle et en Angleterre. On situe aujourd’hui l'épicentre de ce séisme dans le pas de Calais, près de Douvres. C'est l'évènement sismique ancien qui a le plus marqué les chroniqueurs, le plus destructeur et important probablement pour l'Angleterre, l'Ouest de la Belgique et le Nord de la France (pour la période « historique »).
Bien que les séismes sévères soient rares dans le Nord de la France, en Belgique et au Sud du Royaume-Uni, les secousses légères sont relativement fréquentes, avec un événement de magnitude 5 ou plus tous les huit ans environ. Il n'y a pas de corrélation entre la géologie de surface et la position et l'intensité des tremblements de terre répertoriés au Royaume-Uni, en Belgique et dans le Nord de la France. En moyenne, au Royaume-Uni survient un séisme de magnitude 3,7 ou plus par an, de magnitude 4,7 ou plus tous les dix ans et de magnitude 5,6 ou plus tous les cent ans.

## Enjeux historiques et contemporains
Ce type d’évènement intéresse les géologues et les historiens, mais également les prospectivistes et les aménageurs. 
Le séisme du 6 avril 1580 a par exemple été réétudié lors de la construction de la centrale nucléaire de Gravelines, puis du tunnel sous la Manche.
À l'occasion d'études récentes, son épicentre a été localisé près du prolongement de l'extension en mer de la « zone de cisaillement de l'Artois », une importante structure tectonique ancienne (varisque) qui traverse le pas de Calais. Ceci suggère que cette structure est peut-être encore active (ou certains de ses segments de faille), et qu'elle est donc une source potentiellement sismogénique pour l'avenir proche, de même que dans la zone terrestre des collines de l'Artois ou susceptible de se réactiver.
Plus au nord, en avril 2010, sur une zone d'environ 200 km2 centrée au large face à la commune de Sangatte, une campagne d'acquisition de données bathymétriques (par « sismique de réflexion multifaisceaux ») a été conduite. Elle visait notamment à affiner l'évaluation de l'activité tectonique récente dans la zone supposée « épicentrale » du tremblement de terre de 1580. 
Elle a mis en évidence une importante structure monoclinale orientée du sud-est (où elle est plus large) vers le nord-ouest (où elle évoque sur la grille sismique une ligne de faille). 
Sur le plancher océanique, la crête de ce monoclinal se superpose avec une crête NW-SE recoupant la zone d'étude entière. Cette crête correspond à une unité sismique remontante et affleurante caractérisée par une réflectivité supérieure à celle des couches qui lui sont sous-jacentes ou qui la recouvrent. Elle résulte probablement d'une érosion différentielle. Les caractéristiques et la continuité de ce monocline suggèrent qu'il pourrait être l'expression en surface d'une faille aveugle profonde, mais cette hypothèse n'a pas pu être confirmée ou infirmée raison de la trop faible pénétration de la sismique. Les auteurs n'ont pas trouvé de preuve claire d'une déformation récente enregistrée par la morphologie des fonds marins ou  les dépôts quaternaires, mais dans cette région exposée à de forts courants et une eau très turbide les observations sont difficiles.

## Situation et ampleur
Le British Geological Survey a estimé l'ampleur de cet évènement à 5,7 à 5,8 (en magnitude).
Les estimations vont de 5,3 à 6,9 sur l'échelle ouverte de Richter et de VII à IX sur l'échelle de Mercalli. Il pourrait être expliqué par la présence d'une faille qui coupe l'Angleterre et le détroit jusqu'en France.
Le séisme, relativement profond est survenu sans signes annonciateurs et a été ressenti sur un vaste territoire (jusqu'à York, Paris et Cologne), et on n'est pas certain de la position de son épicentre. La mer a été très agitée secouant les navires et provoquant des inondations.
Une étude menée dans le cadre de la conception du tunnel sous la Manche a estimé l'ampleur (magnitude) du tremblement de terre de 1580 comprise entre 5,3 et 5,9.
Son hypocentre aurait été situé à environ 25 (entre 20 et 30) km de profondeur dans la croûte terrestre.
Cette étude a proposé trois emplacements possibles : deux au sud de Calais et un localisé sous l'eau dans le Nord de la Manche :
- le barycentre de la carte isosismique a été situé dans le Boulonnais (à 10 km à l'est de Desvres)[6] ;
- pour les intensités IV à VII, il a été situé à environ 1 km au nord d’Ardres dans l’actuel département du Pas-de-Calais[6] ;
- l'intensité VII il est placé sous la mer, dans la partie anglaise du pas de Calais, non loin de Douvres[6].

## Origine géotectonique
L'étude des témoignages concernant les dégâts a permis de reconstituer grossièrement des lignes isoséistes dont l’intensité maximale est de VIII à IX, situant l’épicentre dans le pas de Calais. La ligne isoséiste d'intensité maximale forme un ovale très aplati, qui laisse penser que la faille qui a joué lors de ce séisme était orientée perpendiculairement au détroit, ce qui correspond à la direction des failles hercyniennes.

## Témoignages
Bien que les archives régionales aient beaucoup souffert des guerres et vicissitudes de l’Histoire, ce tremblement de terre est assez bien documenté car cité par plusieurs chroniqueurs connus de l’époque, après un autre tremblement de terre destructeur, celui de 1382, également situé dans le Sud de l'Angleterre et en Flandre. Un des documents connus est la « lettre du séisme » écrite par Gabriel Harvey au poète Edmund Spenser, se moquant des méthodes populaires et académiques de la comptabilité des séismes. Ce tremblement de terre s'étant produit lors de la semaine de Pâques, il a été perçu par certains comme de mauvais augure, ce qui n'a pas échappé au poète James Yates, qui a écrit dix strophes sur le sujet (poème imprimé en 1582 dans un ouvrage intitulé The Castell of Courtesy.
Oh sudden motion, and shaking of the earth,

No blustering blastes, the weather calme and milde:

Good Lord the sudden rarenesse of the thing

A sudden feare did bring, to man and childe,

They verely thought, as well in field as Towne,

The earth should sinke, and the houses all fall downe.

Well let vs print this present in our heartes,

And call to God, for neuer neede we more:

Crauing of him mercy for our misdeedes,

Our sinfull liues from heart for to deplore,

For let vs thinke this token doth portend,

If scourge nere hand, if we do still offend.
L’écrivain anglais Thomas Churchyard, alors âgé de 60 ans, était à Londres lors du  tremblement de terre. Il en a rédigé un compte-rendu immédiat, publié deux jours plus tard, malgré le fait que ce soit un « vendredi saint ».
Dans sa biographie de 2007 relative à Richard Hakluyt, l'historien Peter C. Mancall cite de longs extraits d'un pamphlet de Churchyard publié le 8 avril 1580, extraits d’une brochure, A Warning to the Wyse, a Feare to the Fond, a Bridle to the Lewde, and a Glasse to the Good; written of the late Earthquake chanced in London and other places, du 6 avril 1580, pour la Gloire de Dieu et au profit des hommes, en vers et prose, par monsieur Thomas Churchyard,
Mancall note que le pamphlet de Churchyard traduit l’impression d'urgence qui fait souvent défaut dans l'écriture rétrospective. Le tremblement de terre a pu être très bien perçu partout à travers la ville de Londres et dans les banlieues, comme « un mouvement merveilleux et tremblement de la terre » qui a secoué tout Londres, ses églises, palais, maisons. Les bâtiments ont tremblé et étaient secoués de telle sorte que ceux qui étaient alors présents et debout vacillaient et que ceux qui étaient assis étaient précipités hors de leur siège. Plusieurs auteurs contemporains évoquent une annonce de fin du monde.
Le public anglais était impatient de lire des choses sur le tremblement de terre ; quelques mois après l’évènement, Abraham Fleming publiait une série de comptes-rendus sur le « tremblement de terre de Pâques », incluant les notes  écrites par Thomas Churchyard, ou celles de Richard Tarlton (décrit comme le clown de l’écriture de l'époque de Shakespeare), Francis Schackleton, Arthur Golding, Thomas Twine, John Philippes, Robert Gittins, et John Grafton, en plus du propre compte-rendu de Fleming lui-même. Le travail de Flemming, publié par Henry Denham le 27 juin 1580 était intitulé : « A Bright Burning Beacon, forewarning all wise Virgins to trim their lampes against the coming of the Bridegroome. Conteining A generall doctrine of sundrie signes and wonders, specially Earthquakes both particular and generall: A discourse of the end of this world: A commemoration of our late Earthquake, the 6 of April, about 6 of the clocke in the evening 1580. And a praier for the appeasing of Gods wrath and indignation. Newly translated and collected by Abraham Fleming. ».
En Écosse, les documents relatifs au tremblement de terre ont troublé l’adolescent Jacques VI, à qui l’on a fait croire que c'était l'œuvre du Diable.

## Impacts

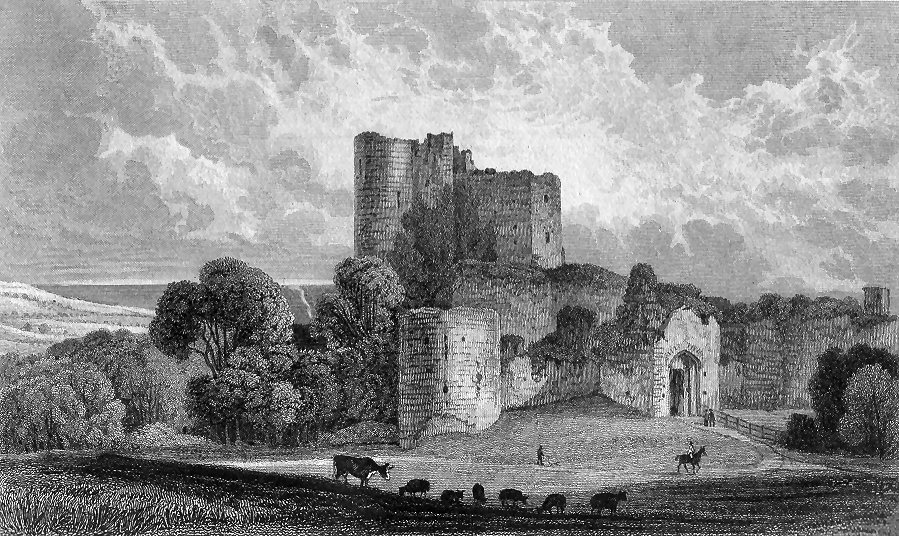
Château de Saltwood, rendu inhabitable par le tremblement de terre, jusqu'à ce qu'il soit réparé au XIXe siècle (ici dessiné en 1830).

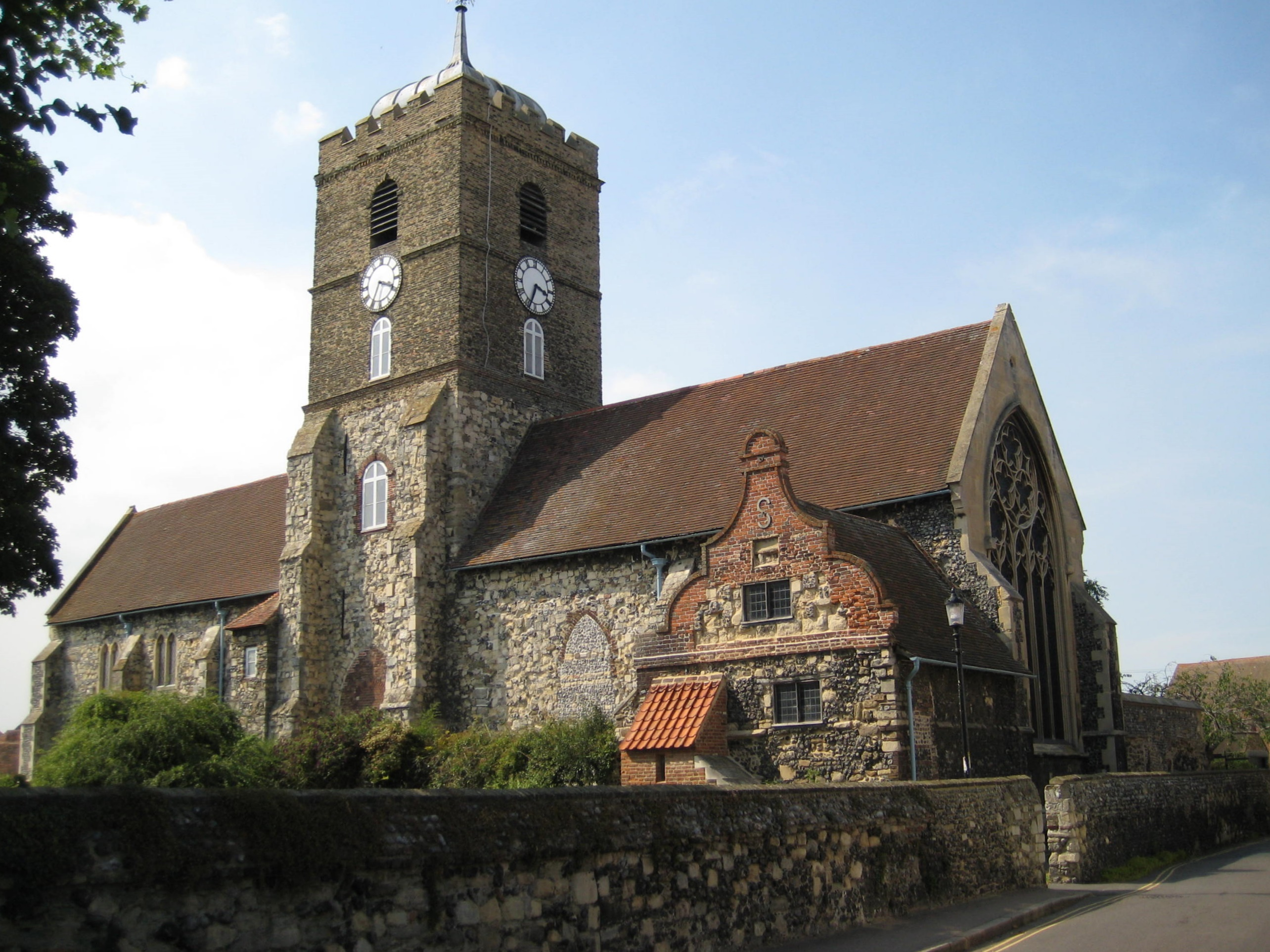
L'église Saint-Pierre de la ville de Sandwich, endommagée par le tremblement de terre, puis restaurée.

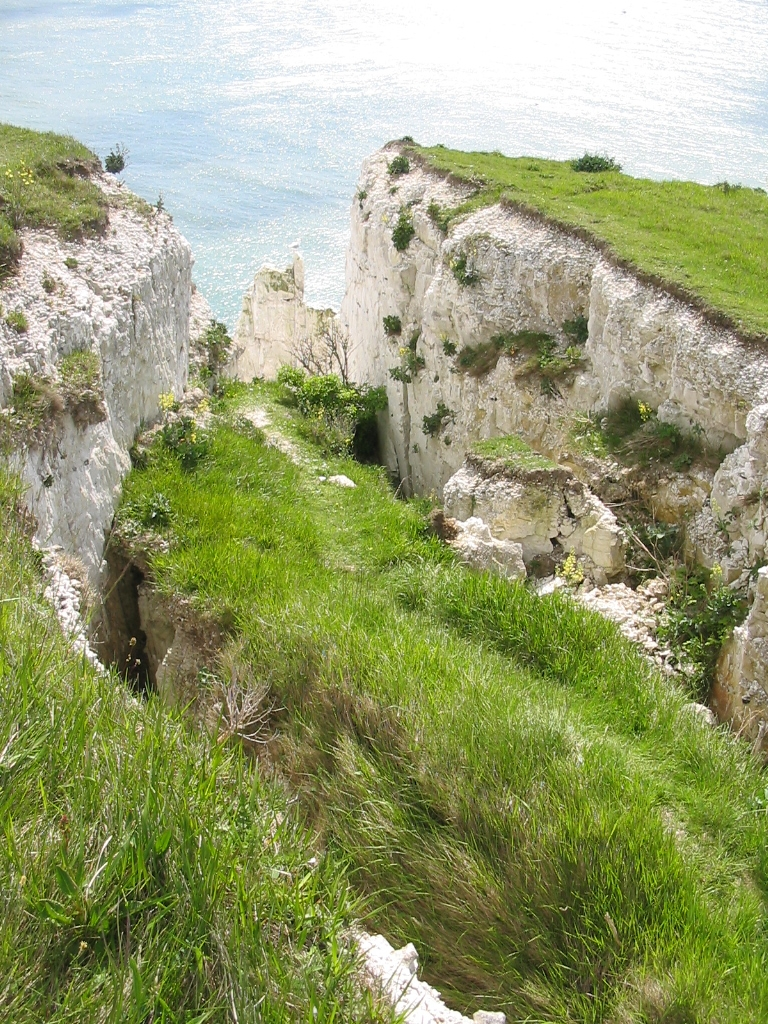
Actuelle falaise de craie de Douvres (White Cliffs), qui a aussi subi un effondrement en 1580.

### Côté français
On ressent le tremblement de terre jusqu'à Paris. Les chroniqueurs rapportent que les meubles dansaient sur les planchers, que des barriques de vin sortaient de leurs supports. À Calais les dégâts sont importants ; beaucoup de maisons sont endommagées, certaines s'effondrant même, blessant ou tuant des habitants. Une partie des fortifications s'effondrent et la tour s'est brisée en deux. Des inondations tuent des gens et une grande quantité de bétail (il pourrait ne pas s'agir d'un tsunami, mais de la résultante d'effondrement de digues de polders et des grandes marées). Les chroniques gardent cependant trace de navires mis en difficulté en mer et d'inondations à Boulogne-sur-Mer où la basilique a également été endommagée. À Lille, le clocher de Notre-Dame-de-Lorette et plusieurs bâtiments se sont effondrés. Des pierres tombaient des bâtiments à Arras, Douai, Béthune, Lille et Saint-Amand-les-Eaux, et bien plus loin jusqu'à Rouen, Laon, Château-Thierry ou Pontoise (les vitraux de la cathédrale Notre-Dame de Pontoise se sont brisés (« Toutes verreries rompues et cassées ») et des blocs de pierre se détachaient de la voûte). À Beauvais, les cloches sonnaient toutes seules, comme si on sonnait le tocsin (« Le mercredi de Pâques 6 avril 1580 sur les 6 heures du soir, grand tremblement de terre à Beauvais en pluisieurs villages ès environ durant un demy quart d'heure ; l'horloge de l'évesché sonna plusieurs coups, comme si c'eust esté une allarme ; les églises et maisons furent esbranlées »).

### En Belgique
Le séisme a été ressenti jusqu'à Anvers, Termonde, Liège et Malines, mais en y provoquant peu de dégâts. Il a été plus violent en Flandre belge ; des cheminées tombaient et des fissures se sont ouvertes dans les fortifications de Gand et d’Audenarde, où des chutes de débris ont tué plusieurs personnes et blessé d'autres. À Bruxelles et Ypres des cheminées sont tombées.  À Mons quelques maisons délabrées se sont effondrées ainsi que quelques cheminées et pignons. Le château de Zichem est endommagé. Les paysans ont signalé dans les champs, avoir vu le sol onduler en vagues, en même temps qu’un faible grondement se faisait entendre.

### En Angleterre
Le séisme a été ressenti jusqu'à Oxford et York. Les dégâts ont été les plus importants sur le littoral, dont à Douvres où des sections de mur sont tombées et où un glissement de terrain a créé une nouvelle ouverture dans les falaises de craie blanche (White Cliffs). À Sandwich (Kent), un grand bruit émanant de la Manche a été perçu par les habitants, alors que les arcs de l'église se brisaient et que le pignon d'un transept s’effondrait à l'église Saint-Pierre. À Hythe, toujours dans le Kent, le château de Saltwood (célèbre pour avoir été le lieu où a été décidé en décembre 1170 l'assassinat de Thomas Becket) a été rendu inhabitable jusqu'à ce qu'il soit réparé au XIXe siècle. À Londres, les secousses mettent la population en émoi bien que les dégâts semblent modérés ; une demi-douzaine de cheminées se sont effondrées ainsi qu'un pinacle de l’abbaye de Westminster. Deux enfants ont été tués par des chutes de pierres du toit du Christ's Church Hospital. De nombreux puritains ont blâmé l'émergence du théâtre à Londres (considérée comme l'œuvre du diable), comme une cause du tremblement de terre. Dans le Cambridgeshire ; des pierres tombaient de la cathédrale d'Ely. Une partie du château de Stratford, dans l'Essex, s'est effondrée.

### Aux Pays-Bas
À Amsterdam, on a perçu le tremblement de terre, mais il n'a provoqué aucun dommage. Quelques cheminées de Schiedam sont tombées et les cloches de l'église de Leyde se sont mises à sonner toutes seules.

## Répliques
Il y a eu au moins 4 répliques.
- Avant l'aube, le lendemain matin, entre 4 et 5 heures du matin, plusieurs autres bâtisses se sont effondrées près de Douvres à cause de répliques ;
- près d'un mois plus tard, une série d'autres répliques a été signalée dans l'est du Kent (les 1er et 2 mai 1580).

## Autres tremblements de terre dans le détroit
Deux autres tremblements de terre se sont ensuite produits dans le pas de Calais, en 1776 et en 1950.
Tous les deux ont été rétrospectivement estimés à une magnitude 4, selon une compilation faite en 1984 par R.M.W. Musson, G. Neilson and P.W. Burton. Cette étude ne cite pas les évènements antérieurs à 1727, mais la même équipe a publié un article dédié au tremblement de terre de 1580.
Certains scientifiques[Qui ?] ont suggéré que les évènements de 1580, 1776 et 1950 sont tous liés à une activité tectonique périodique qui se traduit par un tremblement dans le pas de Calais, environ tous les deux cents ans ; ce qui serait cohérent avec la date du tremblement de terre précédent ayant touché Calais en 1382.
En 2007, un petit tremblement de terre dans le Kent (en) (magnitude 4,2) a d'abord été estimé centré dans le pas de Calais, mais après des analyses plus fines, on situe plutôt son épicentre sous la ville de Folkestone dans le Kent.
Le 22 mai 2015, un petit tremblement de terre dont l'épicentre était situé dans le sud-est de l'Angleterre a lieu, sa magnitude est de 4,4. Les Britanniques et les habitants de Calais, Dunkerque, Boulogne-sur-Mer, Lille, Arras, Lens-Liévin, Béthune... ont pu le ressentir l'espace de quelques secondes.